# Dan Neil (football)
Dan Neil, né le 13 décembre 2001 à South Shields (Angleterre), est un footballeur anglais qui joue au poste de milieu de terrain au Sunderland AFC.

## Biographie

### En club
Né à South Shields en Angleterre, Dan Neil est formé par le club qu'il supporte depuis tout jeune, le Sunderland AFC.
Dan Neil joue son premier match en professionnel le 13 novembre 2018, lors d'une rencontre d'EFL Trophy face au Morecambe FC. Il entre en jeu et son équipe s'impose par un but à zéro.
Sunderland évolue en troisième division anglaise lorsque Neil fait sa première apparition en championnat, le 2 mars 2021, contre Swindon Town. Il entre en jeu à la place de Josh Scowen et Sunderland l'emporte par un but à zéro.
Neil inscrit son premier but en professionnel le 11 septembre 2021 face à Accrington Stanley, en championnat. Titularisé, il ouvre le score et son équipe s'impose par deux buts à un,. Lors de cette saison 2021-2022, Neil participe à la montée du club en deuxième division.

### En sélection
Dan Neil représente l'équipe d'Angleterre des moins de 20 ans à trois reprises entre 2021 et 2022.

## Statistiques
| Saison                | Club                  | Championnat           | Championnat | Championnat | Coupe nationale | Coupe nationale | Coupe de la Ligue | Coupe de la Ligue | Play-offs | Play-offs | Total | Total |
| Saison                | Club                  | Division              | M.          | B.          | M.              | B.              | M.                | B.                | M.        | B.        | M.    | B.    |
| 2018-2019             | Sunderland AFC        | League One            | -           | -           | 1               | 0               | -                 | -                 | -         | -         | 1     | 0     |
| 2019-2020             | Sunderland AFC        | League One            | -           | -           | -               | -               | -                 | -                 | -         | -         | 0     | 0     |
| 2020-2021             | Sunderland AFC        | League One            | 2           | 0           | 6               | 0               | -                 | -                 | -         | -         | 8     | 0     |
| 2021-2022             | Sunderland AFC        | League One            | 39          | 3           | 2               | 1               | 5                 | 0                 | -         | -         | 46    | 4     |
| 2022-2023             | Sunderland AFC        | Championship          | 45          | 2           | 3               | 0               | -                 | -                 | 2         | 0         | 50    | 2     |
| 2023-2024             | Sunderland AFC        | Championship          | 42          | 4           | 1               | 0               | 1                 | 0                 | -         | -         | 44    | 4     |
| 2024-2025             | Sunderland AFC        | Championship          | 38          | 2           | 1               | 0               | -                 | -                 | -         | -         | 39    | 2     |
| Sous-total            | Sous-total            | Sous-total            | 166         | 11          | 14              | 1               | 6                 | 0                 | 2         | 0         | 188   | 12    |
| Total sur la carrière | Total sur la carrière | Total sur la carrière | 166         | 11          | 14              | 1               | 6                 | 0                 | 2         | 0         | 188   | 12    |